# Crawfurdia dimidiata
Crawfurdia dimidiata är en gentianaväxtart som först beskrevs av Cecil Victor Boley Marquand, och fick sitt nu gällande namn av Harry Sm.. Crawfurdia dimidiata ingår i släktet Crawfurdia och familjen gentianaväxter. Inga underarter finns listade i Catalogue of Life.